# Estrada A44 (GB)

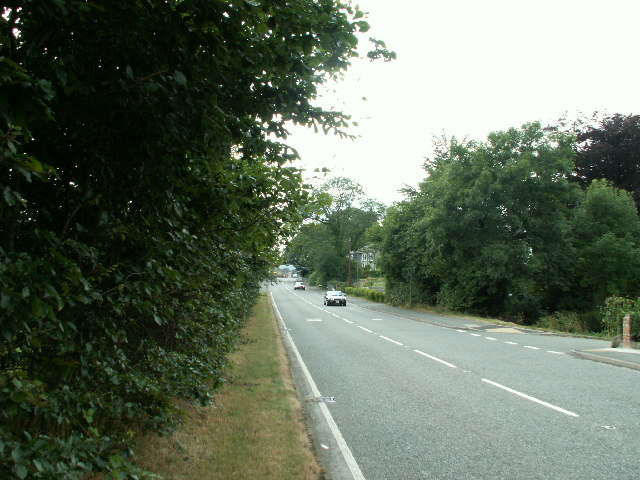
A A44 próximo de Capel Bangor

A A44 é uma importante estrada do Reino Unido, que vai de Oxford, na Inglaterra setentrional, até Aberystwyth no oeste de Gales. 